# Szülés
A szülés a magzat világrahozatala a terhesség végén. Megindulását a megrepedt magzatburokból elfolyó magzatvíz és/vagy a ritmikus méhösszehúzódások jelzik. Három szakaszban zajlik le: 1. tágulási szak: a méhszáj kinyílik, a méhnyak kitágul, kialakul a szülőcsatorna.; 2. kitolási szak: a magzat lassan, fokozatosan kijut a szülőcsatornából; 3. lepényi szak: a méhlepény megszületése.
Farfekvéses szülés során a magzat lábával vagy farával előre születik meg.
Harántfekvés és a méhszájat elzáró, rosszul tapadó méhlepény általában császármetszést tesz szükségessé.
A szülés elhúzódása, a szülőfájások gyengesége esetén is szükséges az orvosi beavatkozás. Ha a szülés spontán nem indul meg oxitocint (az agyalapi mirigy hátsó lebenyének hormonját) adnak (általában infúzióban), amely a méh simaizomzatát erőteljes összehúzódásra serkenti. Az alternatív szülészet oxitocin helyett homeopátiás szereket is alkalmaz fájásgyengeség esetén, ezek hatásossága azonban legalábbis kérdéses.
A szülés lefolyásának időtartama változó, először szülő nők szülése általában hosszabb.
A szülés utáni kb. 4-6 hetes időszak a gyermekágy, ezen időszakban a terhesség és a szülés okozta elváltozások visszafejlődnek.
Irányított szülés: szülészorvos által kiváltott v. ellenőrzött szülés, amelynél az orvos a lélektani ráhatáson kívül orvosságokat használ, és esetleg műszeresen beavatkozik (szülészeti fogó).
Természetes szülés: minden fizikai és pszichikai beavatkozás nélkül bekövetkező szülés.
Fájdalom nélküli szülés: olyan lélektani felkészítés és különleges gyógytornán alapuló eljárás, amely a terhes nők szüléstől való félelmét megszünteti, és a szülés fájdalmait csillapítja.
Császármetszés során a magzatot műtéti úton emelik ki az anyából.
Lótusz szülés amikor a köldökzsinórt nem vágják el szülés után, így a baba a méhlepénnyel kapcsolatban marad a zsinór természetes elszáradásáig.
Szaksegítség nélküli szülés gyermek világra hozása orvos vagy bába jelenléte nélkül.

## A szülés lefolyása

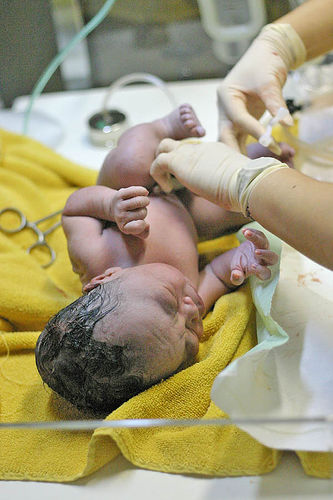

A szülés három szakaszból áll. Az elsőben a méhnyak elsimul és tágul, a másodikban a magzat megszületik (a két elsőt nevezik munkaszakasznak), a harmadikban kiürül a méhlepény (lepényi szak). Az első szakot a méhösszehúzódások megjelenése jellemzi. Ezek fájdalmasak, az akarattól függetlenek, időszakosak és szabályos ritmust követnek; előbb 20-25 perces szünetekkel, majd egyre sűrűbben (a végén 1-3 percenként) jelentkeznek, tartamuk mindinkább hosszabbodik (eleinte 15-20 másodperc, a tágulás végén 30-45 másodperc), egyre erőteljesebbek és fájdalmasabbak. Az összehúzódási szünetek fájdalommentesek, ez lehetővé teszi a méhnyak elsimulását és tágulását. A fejvíz (a magzatburok alsó részében elhelyezkedő magzatvíz) a méhösszehúzódások hatására gyűlik össze. A burokrepedés bekövetkezhet spontán v. burokrepesztéssel. Az összehúzódás lefelé toló hatást fejt ki a magzatra, amely áthalad a medencén (medenceöböl). Az elölfekvő rész (a magzat azon pólusa, amely elsőnek jut le a kismedencébe), áthalad a medence felső bemenetén (behatol), forgás közben lefelé halad és kiszabadul (áthalad az alsó kismeneten). E három jelenség a magzat valamennyi testrészére (fej, váll, ülep) kiterjed. Ez a szak 8-10 órát tart a primiparáknál (első ízben szülő nők) és 2-6 órát a multiparáknál (ismételten szülők). A második szakasz a magzat kitolási szaka. A tágulás teljessé válásakor kezdődik: a nő ekkor tolási kényszert érez, ezzel a méh akaratlan összehúzódásaihoz hozzáadja a hasizmok és a rekeszizom akaratlagos kontrakcióit. Az elülfekvő rész megjelenik a szeméremrésben, amely egyre inkább kitágul, és végül eléri a magzat elölfekvő része kerületének méreteit. Miután az elölfekvő rész áthaladt a szeméremrésen, a gát hátrafelé irányuló összehúzódása teljesen kigördíti az elölfekvö részt.
A kitolási szak általában 10-20 percig tart. Megrövidíthető gyengéd, hasra gyakorolt nyomással (kéznek a méhfenékre gyakorolt egyenes hatásával), episiotomiával (gátmetszés), a szülő nő testhelyzetének változtatásával (álló, guggoló vagy térdelő testhelyzetbe, azaz függőlegesbe) vagy egy szülészeti fogó behelyezésével. A magzat elölfekvő része lehet a fej: ez a fejfekvés (a leggyakoribb). Fejvégű fekvés esetében, ha a fej flexióban (behajlítva) van, koponyatartásról beszélünk: ez a fekvés a legjobb és a leggyakoribb. Ha a fej deflexióban (elhajlásban) foglal helyet, arctartásról beszélünk: ez ritkább és kevésbé kedvező. A magzat medencevégű fekvése esetén fartartásról szólunk: ez elsősorban először szülőknél figyelhető meg, és gyakran a méh formai rendellenességével függ össze, Lehetséges, hogy a terhesség végén a magzat haránt v. ferde fekvésben helyezkedik el. A spontán szülés ebben az esetben nem lehetséges. Ilyenkor belső beavatkozás (fordítás) válik szükségessé v. császármetszés. A nehéz szülés esetenként a méhösszehúzódások, tehát a méhizomzat rendellenességeire vezethető vissza. Az esetek többségében gyógyszeres kezeléssel a normális és hatásos méhösszehúzódások helyreállíthatók. A nehéz szülés a magzat útjába álló akadályok rendellenességeivel is összefügghet: a méhnyak és a gát fokozott ellenállása episiotomiával vagy fogó behelyezésével leküzdhető. A medence formájával és méreteivel összefüggő csontos szülőúti ellenállás manapság sokkal ritkább (ennek legfőbb oka régebben az angolkór volt); ilyen esetben császármetszés javallt. Néha maga a magzat okozza a nehéz szülést (túlságosan nagysúlyú magzat). A köldökzsinór megjelenése előtti leszállás miatt a magzat keringése annak következtében állhat meg, hogy a köldökzsinór a medence falához préselődik: ilyen esetben is a császármetszés segít. Néha a méhlepény túlságosan lent tapad (Placenta praevia-elölfekvő lepény) és zavarja a magzat kitolását.
A harmadik szak a lepényi szak; ekkor válik le a méhlepény és kiürül. Hozzávetőlegesen 300 ml-es vérveszteség kíséri. Néha a vérveszteség nagyobb is lehet: a lepényi szakban fellépő vérzés súlyos szövődmény lehet. Ha a méhlepény a magzat megszületése után egy órával sem ürül ki, mesterséges leválasztást kell alkalmazni.
A gyermekágy (post partum – szülés utáni időszak) a szülést követő 6 hétig tart. Jellemzője, hogy a nemi szervek fokozatosan visszatérnek a terhesség előtti állapotukba és megkezdődik a szoptatás. A menstruáció visszatérése kb. a hatodik hétre tehető.
A gyógyszeres kezelés módosítja a méhösszehúzódásokat. A görcsoldó szerek leküzdik a túl erőseket. Az oxytocinumok (mesterséges osytocin-hormon tartalmú anyagok) ellenkezőleg, erőteljesebbé teszik az összehúzódásokat. A szülészeti analgézia (fájdalomérzés hiánya) jelenleg két eljáráson alapul: a gyógyszeres módszer elsősorban a peridurális érzéstelenítésre épül: ez megőrzi a szülő nő öntudatát; jó együttműködést, tehát lélektani felkészítést igényel; a szülészeti pszichoprofilaxis (felkészítés a fájdalommentes szülésre) a terhes nők pszichikai és fizikai oktatására alapoz. Az alapelv szerint a nők terhességükkel szembeni passzív magatartását tudatos és aktívan részt vevő magatartássá kell alakítani. Ennek a neuromuszkuláris oktatás fontos része: a szülésben elsődleges szerepet játszó izomcsoportokat (hasizom, rekeszizom, gát) hozzá kell szoktatni az akaratlagos ellazuláshoz. 
Ma Magyarországon a legelterjedtebb a kórházi szülés, gyakran előre választott orvossal. Szintén gyakori az ún. apás szülés, amikor az apa jelen van a szülőszobán. Lehetőség van dúla (asszonytársi segítő) jelenlétére is, aki egy laikus anyatárs. A tapasztalatok alapján ez is segít a szülés könnyebb, gyorsabb lefolyásában.
A tervezett otthonszülés vagy háborítatlan szülés országunkban ritka, ekkor a szülő nő saját otthonában hozza világra gyermekét, általában bába és dúla, valamint az apa segítségével. A szülésnek ez a módja külföldön elfogadott, nálunk 2011 óta legális: a 35/2011. (III. 21.) kormányrendelet szabályozza az intézeten kívüli szülés szakmai szabályait. Egy 2012-es, a tervezett otthonszülést és a kórházi szülést összehasonlító tanulmány szerint a kis kockázatú terhességek esetén (ez teszi ki a terhességek kb. 70-80 százalékát) a rendelkezésre álló bizonyítékok alapján egyik sem részesíthető egyértelműen előnyben a másikkal szemben. Ugyanakkor azonban az otthonszüléseket tekintve ennek halálozási kockázata négyszerese a kórházi szülésnek.

## WHO ajánlása a normális szülésre vonatkozóan
A WHO 1999-ben gyakorlati kézikönyvet adott ki a normális szülés alatti ellátásról, megvizsgálta a legáltalánosabban alkalmazott szülészeti beavatkozások mellett illetve ellen felmerülő bizonyítékokat, és ezek alapján ajánlást fogalmazott meg.
Az ajánlást négy kategóriában fogalmazta meg: (kivonat)
"A" kategória: bizonyíthatóan hasznos
- Szülési terv készítése a várandósság alatt, és ismertetése azokkal, akik a szülésen rész vesznek/vehetnek.
- A várandósság kockázatának felmérése a gondozás során minden (orvossal, védőnővel való) találkozáskor.
- A nő fizikai és érzelmi állapotának folyamatos figyelemmel kísérése a vajúdás és a szülés alatt.
- Ital felajánlása a vajúdó és a szülő nőnek.
- A szülés helyszínének megválasztása a nő megalapozott döntése által.
- A lehető legkevesebb beavatkozás által a nő biztonságérzetének és önbizalmának megtartása.
- A nő magánszférájának tiszteletben tartása a szülés helyszínén.
- A szülő nő empatikus támogatása a szülés alatt.
- Tiszteletben tartani az anya döntését arra vonatkozóan, hogy ki legyen jelen a szülésnél.
- A nő ellátása információval az ő igénye szerint.
- Non invazív (nem behatoló), gyógyszermentes fájdalomcsillapítási módszerek a vajúdás alatt (masszázs, relaxáció)
- Magzati szívhang ellenőrzése időnként.
- Szabadon választott testhelyzet, szabad mozgás egészen a gyermek megszületéséig.
- A szülő nőt arra biztatni, hogy ne fekvő pozícióban vajúdjon ill. szüljön.
- Oxitocin használata a lepényi szakban olyan nőknél, akiknél vérveszteség kockázata áll fenn.
- A köldökzsinór steril körülmények közötti elvágása.
- A baba megvédése a kihűléstől.
- Korai közvetlen bőrkontaktus az anya és a baba között, a szoptatás megkezdésének támogatása a szüléstől számított egy órán belül, a WHO irányelveinek megfelelően.
- A magzatburok és a lepényszövet rutinszerű vizsgálata a lepény megszületése után.

"B" kategória: nyilvánvalóan káros, vagy hatástalan, megszüntetendő
- Rutinszerű beöntés.
- Fanszőrzet rutinszerű borotválása.
- Intravénás infúzió rutinszerű alkalmazása a vajúdás és a szülés alatt.
- Intravénás kanül rutinszerű behelyezése megelőzésként.
- Háton fekvő helyzet rutinszerű alkalmazása a vajúdás alatt.
- Végbélen keresztüli vizsgálat.
- Röntgenes medencemérés.
- Oxitocin adagolása (a baba megszületése előtt) olyan módszerrel, melynek során a hatások nem ellenőrizhetőek.
- Kőmetsző pozíció alkalmazása a szülés alatt, kengyellel vagy anélkül.
- Hosszan kitartott, irányított nyomás a kitolási szakban.
- Hüvelyfalak masszírozása és nyújtása a kitolási szakban.
- Szájon át adagolt ergometrin használata a lepény megszületése előtt a vérzés megelőzése érdekében.
- Injekcióban adagolt ergometrin rutinszerű használata a lepény megszületése előtt.
- A méhüreg rutinszerű kimosása szülés után.
- A méhüreg rutinszerű, kézzel való ellenőrzése (betapintás) a szülés után.

"C" kategória: kérdéses eljárások (elővigyázatosan használandó, amíg további kutatások nem rendezik alkalmazhatóságuk kérdését
- Gyógyszermentes fájdalomcsillapítás, mint például gyógynövények, vízben vajúdás, bőr elektromos stimulálása.
- Rutinszerű burokrepesztés a tágulási szak korai fázisában.
- A nő hasára gyakorolt nyomás a kitolás alatt.
- Rutinszerű gátvédelem, illetve a magzat fejének vezetésére irányuló műfogások a születés pillanatában.
- Oxitocin rutinszerű adagolása, a köldökzsinór kontrollált húzása.
- A köldökzsinór korai elszorítása.
- A mellbimbók ingerlése a lepényi szak során a méhösszehúzódások erősítése céljából.

"D" kategória: olyan eljárások, amelyeket gyakran helytelenül alkalmaznak
- A vajúdó korlátozása abban, hogy egyen vagy igyon a vajúdás és a szülés során.
- Gyógyszeres fájdalomcsillapítás.
- Fájdalomcsillapítás epidurális érzéstelenítéssel.
- A magzat műszeres monitorozása.
- Maszk és steril köpeny viselése a szülés kísérése során.
- Ismételt vagy gyakori hüvelyi vizsgálat, különösen akkor, ha ezt többen végzik.
- A vajúdás és a szülés gyorsítása oxitocinnal.
- A nő más szobába való átszállítása a kitolási szak kezdetén.
- Húgyhólyag-katéterezés.
- A méhszáj teljes vagy közel teljes eltűnését követően arra biztatni az asszonyt, hogy nyomjon akkor, amikor ő maga még nem érez nyomási ingert.
- Meghatározott időtartamú kitolási szakhoz való merev ragaszkodás (például egy óra), akkor is, ha az anya és a magzat állapota jó és a szülés halad.
- Műtétes szülésbefejezés (fogóműtét, vákuumextrakció, császármetszés)
- Gyakori vagy rutinszerű gátmetszés.
- A méhüreg kézzel való ellenőrzése a szülés után.

## Külső hivatkozások
- Rist Lilla: Varázslatos tudás: a szülés – Nők lapja
- Gyermek születése, animáció
- Minden kismamát érint a szétnyílt hasizom – sportoljunk-e szülés után?